# Ceriagrion junceum
Ceriagrion junceum (лат.) — вид стрекоз из семейства стрелки (Coenagrionidae).
Восточная и южная Африка: Ангола, Замбия, Конго-Киншаса. На уровне от 1200 до 1800 м.

## Описание
Среднего размера металлически блестящие стрекозы (основная окраска оранжево-жёлтая, голова серовато-коричневая), птеростигма желтоватая. Длина тела около 4 см, крыла — около 3 см. Ширина заднего крыла 18,5 — 20,5 мм. Вид был впервые описан в 2015 году энтомологами Клаасом Дийкстра (Klaas-Douwe B. Dijkstra; Naturalis Biodiversity Center, Лейден, Нидерланды), Йенсом Киппингом (Jens Kipping; BioCart Environmental Consulting, Taucha/Лейпциг, Германия) и Николасом Мезьером (Nicolas Mézière; Куру, Французская Гвиана). Этот таксон ранее смешивали с видами Ceriagrion sakejii и Ceriagrion suave, но он ближе к виду Ceriagrion bakeri по своей экологии, генетике и морфологии.